# زبان‌های چونی
زبان‌های چونی خانواده‌ای از زبانهای بومی آمریکایی بودند که در تیرا دل فوئگو و پاتاگونیا گفتگو می‌شدند. دو زبان چونی به خوبی تأییدشده سلکنام (اونا) در شمال شرقی تیرا دل فوئگو و تهوئلچه در شمال تیرا دل فوئگو بودند. تهوئلچه واپسین زبان زنده چونی بود که در سال ۲۰۱۹ با مرگ تنها بازمانده‌اش، منقرض شد و امروزه هیچ زبان زنده‌ای از این خانواده باقی نمانده‌است. نام «چون» ترکیبی از نام «تهوئلچه» و «اونا» است.

## واژگان
واژگان زیر برای زبان‌های چونی ثبت شده‌اند:
| زبان   | سلکنام | مانکنکن | تئوئش    | پینکن     | آئونیکن   |
| ------ | ------ | ------- | -------- | --------- | --------- |
| یک     | shórsh | setaul  | xáuken   | háuke     | chochä    |
| دو     | shóki  | aim     | xaukáya  | xoxieg    | xánkä     |
| گوش    | shün   | shunó   | shán     | shaʔa     | shán      |
| دندان  | orx    | ánktn   | korr     | urr       | hor       |
| دست    | chen   | shakut  | chan     | kʔchen    | chen      |
| پا     | yul    | halié   | kel      | kel       | kel       |
| خورشید | kren   | anián   | sheuen   | sheuen    | sheuen    |
| ماه    | kre    | anim    | teruch   | kenginkon | kängünkon |
| سگ     | uéshn  | ishna   | xelxénoe | shamehuen | xälänuü   |